# 11 Leonis Minoris
11 Leonis Minoris, som är stjärnans Flamsteed-beteckning, är en dubbelstjärna,  belägen i den södra delen av stjärnbilden Lilla lejonet. Den har en kombinerad skenbar magnitud av ca 5,54 och är svagt synlig för blotta ögat där ljusföroreningar ej förekommer. Baserat på parallax enligt Gaia Data Release 2 på ca 89,2 mas, beräknas den befinna sig på ett avstånd på ca 37 ljusår (ca 11 parsek) från solen. Den rör sig bort från solen med en heliocentrisk radialhastighet på ca 14 km/s, har en relativt stor egenrörelse och rör sig över himlavalvet med en vinkelhastighet av 0,764 bågsekunder per år.

## Egenskaper
Primärstjärnan 11 Leonis Minoris A är en gul till vit stjärna i huvudserien av spektralklass G8 V. Den har en massa och en radie som är ungefär lika med solens och utsänder från dess fotosfär ca 75 procent energi av vad solen gör vid en effektiv temperatur av ca 5 400 K. Jämfört med solen har den mer än dubbelt överskott av element som är tyngre än helium, vilket utgör stjärnans metallicitet.
11 Leonis Minoris är en RS Canum Venaticorum-variabel med en variation i magnitud med 0,033 enheter med en period av 18 dygn.
Följeslagaren 11 Leonis Minoris B är en röd stjärna av 14:e magnituden och mycket mörkare än primärstjärnan. Paret har en omloppsperiod på 201 år med en hög excentricitet på 0,88.